# Malinowka (Kaliningrad, Gurjewsk, Chrabrowo)
Malinowka (russisch Малиновка, bis 1997 offiziell Poljany, deutsch Seehund) ist ein Ort in der russischen Oblast Kaliningrad. Er gehört zur kommunalen Selbstverwaltungseinheit Stadtkreis Gurjewsk im Rajon Gurjewsk.

## Geographische Lage
Malinowka liegt zwölf Kilometer nördlich von Kaliningrad an der Regionalstraße 27A-001 (ex A191), welche die Oblasthauptstadt mit Orlowka und Selenogradsk verbindet. Die nächste Bahnstation ist Rjabinowka (Groß Raum) an der Bahnstrecke Kaliningrad–Selenogradsk–Pionerski und der Güterverkehrslinie zum Flughafen Kaliningrad bei Chrabrowo, der früheren Kleinbahn Groß Raum–Ellerkrug.

## Geschichte
Innerhalb des heutigen Ortsgebiets von Malinowka lag der Wohnplatz Seehund, der vor 1945 Ortsteil von Schugsten (heute russisch Berjosowka) war.
Nach dem Zweiten Weltkrieg kam der Wohnplatz Seehund mit dem nördlichen Ostpreußen zur Sowjetunion. Im Jahr 1950 erhielt der Ort die russische Bezeichnung Poljany und wurde gleichzeitig dem Dorfsowjet Matrossowski selski Sowet im Rajon Gurjewsk zugeordnet. Später gehörte der Ort zum Chrabrowski selski Sowet. Im Jahr 1997 wurde Poljany in Malinowka umbenannt. Von 2008 bis 2013 gehörte Malinowka zur Landgemeinde Chrabowskoje selskoje posselenije und seither zum Stadtkreis Gurjewsk.

## Kirche
Kirchlich liegt Malinowka im Einzugsgebiet der in den 1990er Jahren entstandenen evangelisch-lutherischen Auferstehungskirche in Kaliningrad innerhalb der Propstei Kaliningrad der Evangelisch-lutherischen Kirche Europäisches Russland (ELKER).